# Ioan Piso
Ioan Piso (* 24. August 1944 in Petroșani) ist ein rumänischer Althistoriker, Archäologe und Epigraphiker. Er lehrte als Professor an der Babeș-Bolyai-Universität Cluj.

## Leben
Ioan Piso wuchs in seiner Heimatstadt Petroșani auf. Nach dem Abschluss der dortigen weiterführenden Schule 1962 begann er ein Studium der Altertumswissenschaften an der Babeș-Bolyai-Universität Cluj mit den Spezialgebieten Alte Geschichte und Archäologie, das er 1967 abschloss. Anschließend konnte er seine fachliche Ausbildung  von 1968 bis 1970 mit einem Herder-Stipendium an der Universität Wien abrunden. Danach kehrte er als Mitarbeiter an seine vormalige Universität zurück, an der er für den Rest seiner akademischen Karriere verblieb. In Cluj war er zunächst ab 1970 Assistent, dann ab 1979 Dozent, ab 1990 Assistenzprofessor und ab 1992 schließlich Professor. 1983 wurde er promoviert; seine Dissertation befasst sich mit den römischen Amtsträgern in der Verwaltung der Provinz Dakien. Von 1992 bis 1996 leitete er die Abteilung für Alte Geschichte und Archäologie an der Universität Cluj. Im Jahr 1997 wurde er zum Generaldirektor des Nationalmuseums der Geschichte Siebenbürgens in Cluj ernannt und hatte diesen Posten bis 2008 inne. Im März 2012 wurde er als Professor emeritiert. Während seiner akademischen Laufbahn hielt er sich nach dem Ende des Sozialismus wiederholt für Gastprofessuren und andere Forschungsaufenthalte an verschiedenen Universitäten des Auslandes auf.
Seit 1974 ist Ioan Piso mit Maria Piso verheiratet und hat mit ihr einen 1976 geborenen Sohn.

## Forschung
Der Schwerpunkt von Pisos Forschungen ist das Römische Reich, insbesondere die Provinz Dakien. Diesen Themen widmet er sich speziell durch epigraphische Forschungen, einerseits durch die wissenschaftliche Publikation von Inschriften (beispielsweise aus Carnuntum und Apulum), andererseits durch die vergleichende Auswertung von Inschriften, beispielsweise für prosopographische Fragestellungen. Aus seiner Dissertation gingen die zweibändigen Fasti provinciae Daciae hervor, eine Analyse aller senatorischen und ritterlichen Amtsträger, die an der Verwaltung des römischen Dakien beteiligt waren. Über viele Jahrzehnte hinweg leitete er darüber hinaus archäologische Feldforschungen in der dakischen Hauptstadt Ulpia Traiana Sarmizegetusa.

## Ehrungen
- 1993: Korrespondierendes Mitglied des Deutschen Archäologischen Instituts
- 1997: Ausländisches Korrespondierendes Mitglied der Société nationale des antiquaires de France
- 1998: Korrespondierendes Mitglied des Österreichischen Archäologischen Instituts
- 2003: Vasile-Pârvan-Preis der Rumänischen Akademie für die Edition der Inschriften von Apulum
- 2007: Ausländisches Korrespondierendes Mitglied der Reial Acadèmia de Bones Lletres de Barcelona[1]
- 2010: Oszkár-Hahn-Medaille der Universität Budapest
- 2016: Orden „Serviciu credincios“ („Treuer Dienst“) des rumänischen Präsidenten, verliehen im Rang eines Kommandeurs

## Schriften
- mit Ion I. Russu und Volker Wollmann: Ulpia Traiana Dacica (Sarmizegetusa) (= Inscriptiones Daciae Romanae. Band 3,2). Academia Republicii Populare Romîne, Bukarest 1980.
- Fasti provinciae Daciae 1: Die senatorischen Amtsträger (= Antiquitas. Reihe 1, Band 43). Rudolf Habelt, Bonn 1993, ISBN 3-7749-2615-8.
- Inscriptions d’Apulum (= Inscriptiones Daciae Romanae. Band 3,5; = Mémoires de l’Académie des Inscriptions et Belles-Lettres. Band 24). 2 Teilbände, De Boccard, Paris 2001, ISBN 2-87754-121-5.
- Das Heiligtum des Jupiter Optimus Maximus auf dem Pfaffenberg/Carnuntum: Die Inschriften (= Der Römische Limes in Österreich. Heft 41, Sonderband 1). Verlag der Österreichischen Akademie der Wissenschaften, Wien 2003, ISBN 3-7001-2987-4.
- An der Nordgrenze des Römischen Reiches. Ausgewählte Studien (1972–2003) (= Heidelberger Althistorische Beiträge und Epigraphische Studien. Band 41). Franz Steiner, Stuttgart 2005, ISBN 3-515-08729-X.
- mit Robert Étienne und Alexandru Diaconescu: Le Forum Vetus de Sarmizegetusa I (= Colonia Dacica Sarmizegetusa. Band 1). Editura Academiei Române, Bukarest 2006, ISBN 973-27-1428-X.
- mit Harald W. Müller, Bernd Schwaighofer und Marcel Benea: Der Marmor im römischen Dakien. Editura Mega, Cluj-Napoca 2012, ISBN 978-606-543-282-6 (PDF).
- Fasti provinciae Daciae 2: Die ritterlichen Amtsträger (= Antiquitas. Reihe 1, Band 60). Rudolf Habelt, Bonn 2013, ISBN 978-3-7749-3823-6.
- mit Dan-Augustin Deac: Inscriptiones laterum musei Zilahensis (= Inscriptiones Daciae Romanae. Supplementband 1). Editura Mega, Cluj-Napoca 2016, ISBN 978-606-543-745-6.
- mit Felix Marcu: Inscriptiones laterum musei Napocensis (= Inscriptiones Daciae Romanae. Supplementband 2). Editura Mega, Cluj-Napoca 2016, ISBN 978-606-543-744-9.
- mit Radu Ardevan, Carmen Fenechiu, Eugenia Beu-Dachin und Ștefania Lalu: Lexicon epigraphicum Daciae. Editura Mega, Cluj-Napoca 2016, ISBN 978-606-543-746-3.
- mit Adrian Ardeţ und Călin Timoc: Inscriptiones laterum museorum Banatus Temesiensis (= Inscriptiones Daciae Romanae. Supplementband 3). Editura Mega, Cluj-Napoca 2019, ISBN 978-606-020-159-5.
- Unter dem Siegel Roms. Ausgewählte Schriften (2004–2020) (= Denkschriften der Österreichischen Akademie der Wissenschaften, Philosophisch-Historische Klasse. Band 548; = Veröffentlichungen zur Epigraphik. Band 2). Verlag der Österreichischen Akademie der Wissenschaften, Wien 2023, ISBN 978-3-7001-9191-9.